# Siphlophis
Siphlophis es un género de serpientes de la familia Colubridae y subfamilia Dipsadinae. Incluye seis especies que se distribuyen por Sudamérica y América Central. 

## Especies
Se reconocen a las siguientes especies:
- Siphlophis ayauma[2] Sheehy, Yánez-Muñoz, Valencia & Smith, 2014
- Siphlophis cervinus (Laurenti, 1768)
- Siphlophis compressus (Daudin, 1803)
- Siphlophis leucocephalus (Günther, 1863)
- Siphlophis longicaudatus (Andersson, 1901)
- Siphlophis pulcher (Raddi, 1820)
- Siphlophis worontzowi (Prado, 1940)